# 魏明伦
魏明伦（1941年9月20日—2024年5月28日），男，四川内江人，中国剧作家、杂文家、辞赋家。其剧作以川剧为主，代表作为《潘金莲》《巴山秀才》《易胆大》等。被称为“巴蜀鬼才”。曾任全国政协委员、中国戏剧家协会副主席、中国戏剧文学学会会长、四川省文联副主席、四川省作家协会副主席。

## 生平
童年失学，九岁唱戏，14岁即开始发表习作。
2024年5月28日8时40分，魏明伦于四川成都因病逝世，遗体送别仪式于同年5月31日上午9时30分在成都市东郊殡仪馆举行。

## 作品
他创作的剧本《易胆大》、《巴山秀才》、《潘金莲》、《中国公主杜兰朵》、《变脸》等影响极大，多次获得中国戏剧界最高奖项。又以杂文《巴山鬼话》为主题，推出多篇杂文精品，在当代中国杂文界独树一帜。他撰写了骈体碑文《岳阳楼新景区记》、《中华世纪坛赋》、《盖世金牛赋》等50余篇，是当代中国辞赋界领军人物之一。因其多方面的文学成就，魏明伦先生被誉为“巴蜀鬼才”。

## 纪念
魏明伦文学馆在安仁·中国博物馆小镇落户。

## 家庭
妻子丁本秀小他9岁。育有两子，老大叫魏来，老二叫魏完，谐音未来、未完，寓意家事国事天下事未完未了。